# Сюд Бандама
Сюд-Бандама е един от 19-те региона на Кот д'Ивоар. Разположен е в южната част на страната и има малък излаз на Атлантическия океан. Площта му е 10 650 км², а населението, според преброяването през 2007, е приблизително 950 000 души. Столицата на региона е град Диво.
Регионът е разделен на два департамента – Диво и Лакота.